# بابا عزیز (فیلم)
بابا عزیز فیلمی به کارگردانی ناصر خمیر و بازیگری پرویز شاهین‌خو، گلشیفته فراهانی، حسین پناهی و مرتضی زارع ساخته سال ۱۳۸۲ است.

## داستان فیلم
پیرمرد درویش عارفی به نام «بابا عزیز» در بیابان به سوی مقصدی در حرکت است. او که نابینا است و پیاده طی طریق می‌کند، نوهٔ خود را که دختربچه‌ای ۷ ساله به نام «ایشتار» است به همراه دارد تا دستگیر و راهنمایش باشد. ایشتار در طول راه، همواره سؤالهایی از بابا عزیز می‌پرسد و بابا عزیز که علی‌رغم نابینایی و کهنسالی کاملاً هوشیار است به سؤالات او پاسخ می‌گوید. از خلال پرسش و پاسخ‌های بابا عزیز و ایشتار، فهمیده می‌شود که بابا عزیز، به سمت یک گردهمایی می‌رود که نه او و نه هیچ‌کدام از شرکت کنندگان گردهمایی، از مکان و زمان دقیق آن اطلاعی ندارند، گردهمایی بزرگ درویشان که هر ۶ سال یک بار برپا می‌شود. در طول مسیر، بارها، ایشتار از همراهی بابا عزیز خسته می‌شود و حتی پیش می‌آید که به دنبال کسی می‌گردند که ایشتار را برگرداند، ولی ایشتار تا پایان، بابا عزیز را همراهی می‌کند. بابا عزیز برای ایشتار از سرگذشت شاهزاده‌ای می‌گوید که وقتی بابا عزیز کودک بود و همراه پدربزرگش به همین گردهمایی می‌رفت، با او مواجه شده بودند. شاهزاده‌ای که اطرافیان خود را رها کرده و شب‌ها و روزهای بسیار، در کنار یک برکه، با حقیقتی که در آب برکه می‌بیند عاشقانه صحبت می‌کند. (سرگذشت شاهزاده به وسیله تصویر بیان می‌شود) بابا عزیز و ایشتار به راه خود ادامه می‌دهند و در این امتداد، با افراد و حوادث مختلفی رو به رو می‌شوند. آن‌ها با زید روبه رو می‌شوند. مرد جوانی، که در مسابقهٔ قرائت قرآن برنده شده بوده است و به واسطهٔ شرکت در مسابقه قرآن در یک کشور خارجی، با حوادثی رو به رو شده که او را هم در مسیر گردهمایی درویشان قرار داده است. زید می‌خواهد در گردهمایی، شاعر درویشی را که مجذوب شعرهایش است، پیدا کند. گوشه‌هایی از سرگذشت زید به تصویر کشیده می‌شود. آن‌ها در ادامهٔ راه با عثمان برخورد می‌کنند و از طریق سرگذشت عثمان که به تصویر کشیده می‌شود با حسین و حسن آشنا می‌شوند. سرگذشت عثمان (جوان فقیر نامه بر) از رسیدن او برای مدتی کوتاه به آرزوهایش و بعد جداشدن و در حسرت آن‌ها ماندن حکایت می‌کند. آرزوهایی که فقط مادی و دنیایی بوده‌اند. حسین شاگرد خوشنویس و دوست عثمان است، جوان آرمانگرایی که ناامیدانه در پی کمال است. حسن برادر دوقلوی حسین و از نظر اخلاقی در نقطهٔ مقابل اوست. و گاه در حال عیاشی دیده می‌شود. بابا عزیز و ایشتار به راه خود ادامه و با نور رو به رو می‌شوند. نور هم دختر جوانی است که به دنبال پدر شاعرش در پی راهیابی به گردهمایی درویشان است. شاهزاده، زید، نور، حسن، حسین و عثمان که بخش‌هایی از سرگذشت‌هایشان به تصویر کشیده شده، هر کدام با حوادثی، با گردهمایی درویشان ارتباط پیدا کرده و در پی رسیدن به آنند. مشخص نیست از تمام آنهایی که در تکاپو برای رسیدن به گردهمایی بودند، کدام یک در آنجا حضور دارند. حلقهٔ درویشان در حال چرخیدنند. گویی این حرکت، آن‌ها را به سوی ستارگان می‌برد.

## عوامل

### بازیگران
- پرویز شاهین‌خو (بابا عزیز)
- حسین پناهی
- گلشیفته فراهانی
- محسن قاضی مرادی
- مرتضی زارع
- کاوه خداشناس
- حامد حسنی پور
- حسام حسنی پور
- جهانسوز فولادی
- علی اصغر نجات
- نگار آتش‌افروز
- شهاب الدین تبریزی
- علی نصیبی
- راضی امیری
- علی سربندی فراهانی
- سورن محرابیان
- پوریا بهره‌مند
- خداداد مجلس آرا
- رامونا شاه
- مریم حمید
- نسیم کاهلول
- محمد گرایا[۳]